# مرگ و زندگی جان اف. دونوون
مرگ و زندگی جان اف. دونوون (انگلیسی: The Death and Life of John F. Donovan) یک فیلم درام کانادایی به تهیه‌کنندگی، نویسندگی و کارگردانی زاویه دولان است. این فیلم نخستین تجربه انگلیسی زبان اوست. این فیلم در جشنواره جهانی تورنتو برای نخستین بار به نمایش درآمد. منتقدان در نقدهای خود در جشنواره شدیداً به فیلم تاختند و از آن انتقاد کردند. دولان در پُستی اینستاگرامی اعلام کرد که به دلیل طولانی بودن فیلم شخصیتی که جسیکا چستین آن را بازی می‌کرد در تدوین خارج کرده‌است.

## داستان
این فیلم داستان بازیگر جوانی را روایت می‌کند که یک دهه بعد از مرگ «جان اف دونوون» به یاد نامه‌هایی می‌افتد که با جان رد و بدل کرده‌است. برخی از این نامه‌ها باعث شدند تا زندگی او و جان که یک ستاره تلویزیونی بسیار محبوب آمریکایی بود، تغییر کند.

## بازیگران
- کیت هرینگتون
- تندی نیوتون
- بلا تورن
- سوزان ساراندون
- کتی بیتس
- کریس زیلکا
- ناتالی پورتمن
- بن سچنتزر
- امیلی همپشر
- آمارا کاران
- جیکوب ترمبلی

## بازخوردها
منتقدانی که در جشنواره فیلم را دیده بودند آن را به باد انتقاد گرفتند. فیلم در وبسایت راتن تومیتوز امتیاز بسیار ۷% و در متاکریتیک میانگین ۲۸ از ۱۰۰ را دریافت کرد.
نشریه ایندی وایر آن را «بدترین» اثر کارگردانش خواند و نسبت به فیلمنامه صفات «دم دستی» و «زمخت» را بکار برد. گاردین از پنج ستاره یکی به آن داده و فیلم را «آشفته» وصف کرده. NOW Magazine «در بهترین حالت متوسط» و هالیوود ریپورتر هم آن را «نپخته، طاقت فرسا و یک بیانیه اخلاقی طولانی» دانسته‌است. وبسایت راجر ایبرت به نحوه انتخاب موسیقی در فیلم‌های دولان انتقاد کرد ولی بازی جیکوب ترمبلی را شایسته تحسین دانست.